# Kinsey
Kinsey er en amerikansk biograffilm fra 2004 instrueret og skrevet af Bill Condon og med Liam Neeson i titelrollen som den banebrydende sexolog Alfred Kinsey. Laura Linney, der spiller Kinseys hustru Clara Bracken McMillen, blev nomineret til en Oscar for bedste kvindelige birolle.

## Medvirkende
- Liam Neeson - (Alfred Kinsey)
- Laura Linney - (Clara McMillen)
- Chris O'Donnell - (Wardell Pomeroy)
- Peter Sarsgaard - (Clyde Martin)
- Timothy Hutton - (Paul Gebhard)
- John Lithgow - (Alfred Seguine Kinsey)
- Tim Curry - (Thurman Rice)
- Oliver Platt - (Herman Wells)
- Dylan Baker - (Alan Gregg)
- Julianne Nicholson - (Alice Martin)
- William Sadler - (Kenneth Braun)
- John McMartin - (Huntington Hartford)
- Veronica Cartwright - (Sara Kinsey)
- Kathleen Chalfant - (Barbara Merkle)
- Heather Goldenhersh - (Martha Pomeroy)